# U-Bahnhof Feldsieper Straße
Der U-Bahnhof Feldsieper Straße ist eine Tunnelstation der Stadtbahn Bochum im Ortsteil Grumme in der kreisfreien Stadt Bochum. Er liegt an der Herner Straße im Bereich der Feldsieper Straße westlich der Schmechtingwiesen. 
Die Station wurde am 2. September 1989 eröffnet. Die Rohbaulänge betrug 667 Meter. Für die Gestaltung wurden Klinker in warmen Erdtönen und Naturstein verwendet.
Der U-Bahnhof besitzt einen Mittelbahnsteig. Um von der Gleisebene über die Verteilerebene auf die Straßenebene zu gelangen, sind zwei Fahrstühle zu benutzen.
Am 21. Februar 2020 fuhr ein Lastwagen in das Fahrstuhlhäuschen; der Fahrer kam dabei ums Leben.

## Linien
Der U-Bahnhof wird durch die normalspurige Linie U 35 der Stadtbahn Bochum bedient.
| Linie | Verlauf / Anmerkungen | Takt (Mo–Fr)              |
| ----- | --- | ------------------------- |
| U 35  | U Herne, Schloß Strünkede1 – U Herne Bf – U Herne Mitte – U Archäologie-Museum/Kreuzkirche – U Hölkeskampring – U Herne, Berninghausstraße – U Bochum, Rensingstraße – U Riemke Markt2 – U Zeche Constantin – U Feldsieper Straße – U Deutsches Bergbau-Museum – U Bochum Rathaus (Nord) – U Bochum Hbf – U Oskar-Hoffmann-Straße – U Waldring – Wasserstraße – Brenscheder Straße – Markstraße – Gesundheitscampus – Ruhr-Universität – Lennershof BO – Bochum Hustadt (TQ)3 Die Linie U 35 heißt auch „CampusLinie“ | 10 min (1–2) 05 min (2–3) |

Umsteigemöglichkeit gibt es zur Buslinie 352.
| Linie | Verlauf | Takt (Mo–Fr) |
| ----- | --- | ------------ |
| 352   | Bochum-Hofstede – Feldsieper Str. – Hamme – Stahlhausen Wattenscheider Str. – Eppendorf Mitte – Narzissenstr. | 60 min       |